# Xylophanes ploetzi
Xylophanes ploetzi is een vlinder uit de familie van de pijlstaarten (Sphingidae). De wetenschappelijke naam van de soort werd in 1876 gepubliceerd door Heinrich Benno Moschler.